# Clickbait
Clickbait (letterlijk: "klik-aas") is bij internetjournalistiek en bijvoorbeeld YouTube-amusement het gebruik van een misleidende, sensationele titel van een artikel, video en dergelijke, in een poging om de lezer tot een muisklik te verleiden en zo meer inkomsten uit internetreclame te genereren. Om de misleiding af te zwakken en tevens de nieuwsgierigheid te prikkelen eindigt de betreffende titel vaak met een vraagteken.
Deze online variant van de eeuwenoude riooljournalistiek is tegelijk met de opkomst van sociale media populairder geworden. Om de nieuwsgierigheid van de lezer te wekken, worden veelbelovende koppen gebruikt als "Wat er daarna gebeurde zal u versteld doen staan!", of worden artikelen versimpeld tot lijsten ("listicles").

## Verzet en parodie
In 2014 kondigde Facebook aan stappen te ondernemen om de verspreiding van clickbait op de site te verminderen, door artikelen te promoten op basis van waardering in tegenstelling tot het aantal hits.
De satirische internetkrant The Onion startte in 2014 de website Clickhole, een parodie op clickbaitjournalistiek waarin misleidende koppen naar bizarre artikelen linken.